# Intersessualità

La bandiera intersessuale (simbolo che rappresenta le persone intersessuali)

Intersessualità è un termine ombrello usato per descrivere quelle persone che hanno caratteri sessuali primari e/o secondari non definibili come esclusivamente maschili o femminili. Secondo l'Alto commissariato delle Nazioni Unite per i diritti umani, le persone intersessuali hanno un corpo che "non corrisponde alla definizione tipica dei corpi maschili o femminili".
Le persone intersessuali sono nate con caratteri sessuali che non rientrano nelle tipiche nozioni binarie del corpo maschile o femminile; dunque, l'intersessualità non può essere acquisita. Esistono diverse forme di intersessualità che possono comprendere variazioni fisiche rispetto ai genitali, alle gonadi, ai marker genetici, agli ormoni, ai cromosomi, agli organi riproduttivi e a tutto l'aspetto somatico del genere sessuale di una persona. Non tutte le forme di intersessualità sono visibili alla nascita: alcune, come quella ormonale, sono visibili esclusivamente dalla pubertà in poi; altre ancora, come quella cromosomica, sono forme di intersessualità invisibili che possono essere scoperte esclusivamente tramite determinati esami medici. Per questo motivo, capita, a volte, che una persona intersessuale non sia neanche a conoscenza della propria condizione di intersessualità.
Riguardo alla diffusione solitamente viene citato lo studio di Anne Fausto-Sterling, che stimava un'incidenza dell'1,7% sulla popolazione mondiale. Studi successivi, ricalibrando la definizione di intersessuale escludendo quando il sesso cromosomico non è in contraddizione con il sesso fenotipico, hanno indicato la percentuale dello 0,018%. Il numero di nati con genitali ambigui è infatti tra 1:4500 e 1:2000 (0,02%–0,05%).
Nonostante queste variazioni generalmente non minaccino la salute fisica delle persone interessate (solo in alcune circostanze sono correlati problemi di salute), spesso le persone con queste variazioni biologiche subiscono, o hanno subito, una pesante medicalizzazione per via delle implicazioni della loro condizione rispetto al genere sociale.

## Tipologie e incidenza
Le varianti vanno dai soli eterosomi allo sviluppo dei genitali, con una sintomatologia molto varia. L'ISNA (Società Intersessuale del Nord America), sulla scorta di una ricerca effettuata dalla professoressa di biologia e di studi di genere Anne Fausto-Sterling, include queste variazioni sessuali, con le seguenti approssimazioni statistiche:

### Stati intersessuali
- Ermafroditismo
- Pseudoermafroditismo maschile. Un esempio è la sindrome da parziale insensibilità agli androgeni (o sindrome di Reifenstein o di Lubs o altri nomi[8]), in cui lo sviluppo degli organi genitali esterni è intermedio fra maschio e femmina (genitali ambigui): uno in 130.000 nascite.
- Pseudoermafroditismo femminile
- Ovotestis, gonade avente funzione e struttura contemporaneamente di ovaio e di testicolo, che presenta sia tessuti ovarici sia testicolari, tipica dell'ermafroditismo: uno in 83.000 nascite.
- Disgenesia gonadica pura (o sindrome di Swyer), che comporta gonadi non ben formate e non funzionali, aspetto femminile, ma cariotipo 46, XY: uno in 150.000 nascite. Non c'è una stima per la disgenesia gonadica mista.
- Sindrome da insensibilità agli androgeni (o sindrome di Morris), in cui, per mutazioni incorse al gene AR, il corpo pur essendo geneticamente maschile (XY), è insensibile agli ormoni maschili e si sviluppa come femmina: uno in 13.000 nascite.

### Alterazioni corticosurrenali
- Sindrome adreno-genitale (SAG o iperplasia congenita del surrene[9]) classica, che al contrario comporta una virilizzazione: uno in 13.000 nascite, ma con incidenza variabile fra 1/5.000 e 1/15.000 a seconda del gruppo etnico.[10]
- Sindrome adreno-genitale a insorgenza tardiva: uno in 10000.

### Alterazioni dell'apparato urogenitale
- Agenesia vaginale: uno in 6.000 nascite

### Altre stime
Per i casi non dovuti a cause esterne note (idiopatia), si stima un caso su 110.000 nascite, mentre non vi è stima per cause dovute al trattamento medico (ad esempio progestina somministrata alla madre durante la gestazione).
Infine, stime diverse della popolazione intersessuale:
- Numero totale di persone i cui corpi differiscono dal maschio o dalla femmina standard: uno in 100 nascite
- Il numero totale di persone a cui viene "normalizzata" attraverso chirurgia l'apparenza genitale: uno o due in 1.000 nascite

In una lettera all'editore del 2003, la scienziata politica Carrie Hull ha analizzato i dati usati da Fausto-Sterling concludendo che l'incidenza stimata sarebbe dovuta essere dello 0.37%. In una risposta pubblicata contemporaneamente, Fausto-Sterling ha commentato l'analisi ulteriore dichiarando "Non sono legata a nessuna stima particolare, ma sono interessata che ci sia una stima." Una review del 2018 review ha riportato che il numero di nati con genitali ambigui e compreso tra lo 0,02% e lo 0,05%.
Intersex Human Rights Australia ha dichiarato che mantiene la stima dell'1.7% come limite superiore "nonostante possibili errori", sottolineanto come questo numero "comprenda l'intera popolazione che viene discriminata —o rischia discriminazione— a causa delle proprie innate caratteristiche sessuali", ha inoltre rilevato come le definizioni di Leonard Sax escludano persone che vivono tali discriminazioni e che hanno contribuito in modo significativo allo sviluppo del movimento intersex. Secondo InterACT, una delle principali organizzazioni per i diritti intersex negli stati uniti, l'1.7% delle persone ha variazioni dello sviluppo sessuale, lo 0.5% hanno genitali atipici, e lo 0.05% hanno genitali misti o ambigui.. Uno studio basato su un campione nazionale rappresentativo, condotto in Messico tra il 2021 e il 2022 ha ottenuto simili stime: circa l'1.6% delle persone tra i 15 e i 64 anni hanno comunicato di essere nate con variazioni sessuali.

## Controversie sulle definizioni
Dibattuta la definizione precisa di intersessualità. Anche le condizioni elencate nello studio di Anne Fausto-Sterling, da lei tutte catalogate come condizioni "intersex", non sono riconosciute universalmente come tali; in particolare, la sindrome di Klinefelter, la sindrome di Turner e la sindrome adrenogenitale a insorgenza tardiva.
Secondo lo psicologo Leonard Sax, il termine intersessualità è da usarsi:

### Ermafroditismo
Per simili motivi, il termine intersessualità non è considerato sinonimo di ermafroditismo o di pseudoermafroditismo, ma è un termine più ampio. Viceversa, viene criticato l'uso del termine ermafrodita per indicare persone intersessuali, in quanto "parola fuorviante".

### Disturbi della differenziazione sessuale
Lo stesso termine intersessualità, per alcune associazioni, andrebbe cambiato in disturbo della differenziazione sessuale (o disturbo dello sviluppo sessuale, "disorders of sex development" in inglese, abbreviato in DSD), in quanto il termine intersessualità sarebbe di definizione imprecisa e con una connotazione negativa. Secondo altre associazioni, invece, è vero il contrario, in quanto ritengono che, usando la sigla DSD piuttosto che il termine intersessualità, si ponga l'accento sugli aspetti clinici della questione, che descrivono parzialmente l'esperienza delle persone intersessuate e che la sostituzione dei due termini sia un errore frutto anche di interessi personali.
Con il termine disturbi della differenziazione sessuale si indica un ampio ventaglio di situazioni in cui lo sviluppo nella direzione del sesso avviene in modo incompleto o ambiguo.
La differenziazione sessuale è un processo che, nel genere umano, incomincia con la fecondazione, nella quale si determina il sesso, e termina sul finire della pubertà, con lo sviluppo dei caratteri sessuali secondari (per le femmine: telarca e mestruazioni; per i maschi: barba e cambiamenti della voce; per entrambi: peluria pubica e cambiamenti dell'odore, delle forme corporee e dei genitali).
Altre definizioni sono state proposte in alternativa al termine disordini come ad esempio variazioni.
Qui di seguito, un elenco ragionato seguendo la classificazione ICD-10 del 2007 dell'OMS delle situazioni che rientrano nei DSD o in un quadro di intersessualità.

## Classificazione ICD 10

### IV - Disturbi endocrini, nutrizionali e metabolici
- E25 Disturbi adrenogenitali
  - sesso femminile:
    - pseudoermafroditismo surrenalico
    - pseudopubertà eterosessuale precoce
    - virilizzazione

  - sesso maschile:
    - pseudopubertà isosessuale precoce
    - macrogenitosomia precoce
    - precocità sessuale con iperplasia surrenalica

  - Disordini adrenogenitali congeniti associati a deficienza enzimatica
    - Iperplasia surrenalica congenita
    - Deficit della 21-idrossilasi
    - Insufficienza corticosurrenalica congenita da perdita di elettroliti
- E28 Disfunzioni ovariche
  - E28.0 Eccesso di estrogeni
  - E28.1 Eccesso di androgeni
  - E28.2
    - Policistosi ovarica
    - Ovaio sclerocistico
    - Sindrome di Stein-Leventhal

  - E28.3
    - Insufficienza ovarica primitiva
    - Menopausa prematura
    - Ovaio refrattario
- E29 Disfunzioni testicolari
  - E29.0 Iperfunzione testicolare
  - E29.1
    - Ipofunzione testicolare
    - Deficit della 5-alfa reduttasi (con pseudoermafroditismo maschile)
- E30 Disturbi della pubertà non altrimenti classificati
  - E30.0
    - Ritardo della pubertà
    - Ritardo dello sviluppo sessuale

  - E30.1
    - Pubertà precoce
    - Menarca precoce

  - E30.8 Telarca prematuro

### XVII - Malformazioni congenite, deformazioni e anormalità cromosomiche
- Q56 Sesso indeterminato e pseudoermafroditismo esclusi pseudoermafroditismi surrenalici e specifiche anomalie cromosomiche (Q96-Q99)
  - Q56.0
    - Ermafroditismo non altrimenti classificato
    - Ovotestis

  - Q56.1 Pseudoermafroditismo maschile non altrimenti classificato
  - Q56.2 Pseudoermafroditismo femminile non altrimenti classificato
  - Q56.3 Pseudoermafroditismo non specificato
  - Q56.4
    - Sesso non determinabile
    - Genitali ambigui

### Q90-Q99 Anormalità cromosomiche non altrimenti classificate
Le seguenti malattie cromosomiche, pur rientrando nella genetica sessuale, non correlano necessariamente con problemi di differenziazione sessuale.
- Q96 Sindrome di Turner esclusa la Sindrome di Noonan Q87.1
  - Q96.0 Cariotipo 45, X0
  - Q96.1 Cariotipo 46,iso Xq
  - Q96.2 Cariotipo 46, X- con anomalie del cromosoma X eccetto iso Xq
  - Q96.3 Mosaicismo 45, X/46, XX o 46, XY
  - Q96.4 Mosaicismo 45, X/altre linee cellulari con anomalie eterosomiche
  - Q96.8 Altre varianti della sindrome di Turner
- Q97 Altre anomalie cromosomiche con fenotipo femminile non altrimenti classificabili
  - Q97.0 Cariotipo 47, XXX
  - Q97.1 Femmine con più di tre cromosomi X
  - Q97.2 Mosaicismo di linee cellulari con un numero di cromosomi X diversi
  - Q97.3 Cariotipo 46, XY con fenotipo femminile
  - Q97.8 e Q97.9 Altre anomalie cariotipiche con fenotipo femminile
- Q98 Altre anomalie cromosomiche con fenotipo maschile non altrove classificate
  - Q98.0 Sindrome di Klinefelter cariotipo 47, XXY
  - Q98.1 Klinefelter con più di due cromosomi X
  - Q98.2 Klinefelter con cariotipo 46, XX
  - Q98.3 e Q98.4 altri tipi di Klinefelter
  - Q98.5 Cariotipo 47,XYY
  - Q98.6 Maschi con anormalità strutturali degli eterosomi
  - Q98.7 Maschi con mosaicismo eterosomico
  - Q98.8 e Q98.9 altre anomalie eterosomiche con fenotipo maschile
- Q99 Altre anomalie eterosomiche non altrimenti classificabili
  - Q99.0
    - Chimera 46, XX/46, XY
    - Chimera 46, XX/46, XY con ermafroditismo vero

  - Q99.1
    - Cariotipo 46, XX con ermafroditismo vero
    - Cariotipo 46, XX con streak gonadici
    - Cariotipo 46, XY con streak gonadici
    - Disgenesia gonadica pura

  - Q99.2 Sindrome dell'X fragile
  - Q99.8 e Q99.9 altre anomalie cromosomiche non altrimenti descritte

## Trattamenti
Le associazioni di intersessuali si battono contro la prassi di sottoporre individui appena nati che presentano anomalie genitali a operazioni chirurgiche e cure ormonali per omologare queste persone a uno dei due sessi accettati, senza dare una possibilità agli stessi di esprimere la propria opinione in un campo così importante per la salute fisica e mentale dell'individuo.
In effetti, sono noti casi di bambini intersessuali operati a pochi mesi dalla nascita e assegnati al sesso femminile, che, una volta raggiunta l'età adulta, hanno mostrato caratteristiche sessuali secondarie e comportamentali marcatamente maschili (o viceversa) con costi umani, sociali e sanitari altissimi.